# Camptoscinella insulicola
Camptoscinella insulicola är en tvåvingeart som först beskrevs av Mario Bezzi och Lamb 1926.  Camptoscinella insulicola ingår i släktet Camptoscinella och familjen fritflugor. Inga underarter finns listade i Catalogue of Life.